# Fanny (cantora)
Fanny Biascamano (conhecida como Fanny, (Sète), 16 de setembro de 1979-) é uma cantora francesa.

## Biografia
Ela tornou-se conhecida em França em 1991 por ter participado com apenas 12 anos para a sequência "Numéro 1 de demain" no programa de televisão "Sacrée Soirée", apresentado por Jean-Pierre Foucault.
A sua interpretação do êxito de Édith Piaf "L'Homme à la moto", permitiu-lhe o lançamento do seu primeiro single. Esse single manteve-se no top francês durante sete semanas
 e ganhou um disco de ouro
No mesmo ano, ela lançou o seu primeiro álbum intitulado "Fanny" e o seu segundo single, "Un poète disparu". Em 1993, lançou o seu segundo álbum, escrito por Didier Barbelivien, mas o seu sucesso foi confidencial. Em 1997, foi escolhida para representar a França no Festival Eurovisão da Canção 1997, em Dublin, com a canção "Sentiments songes". Ela atingiu o sétimo lugar, tendo recebido 95 pontos.

## Discografia

### Álbuns
- 1992: Fanny
- 1993: Chanteuse populaire

### Singles
- 1991: "L'Homme à la moto"
- 1992: "Un poète disparu"
- 1992: "On s'écrit"
- 1993: "Chanteuse populaire"
- 1994: "P'tit Paul"
- 1997: "Sentiments songes"